# Mongolië op de Olympische Zomerspelen 2008
Mongolië nam deel aan de Olympische Zomerspelen 2008 in Peking, China. Mongolië debuteerde op de Zomerspelen in 1964 en deed in 2008 voor de elfde keer mee.
In Peking schreef judoka Tuvshinbayar Naidan geschiedenis door het eerste goud ooit voor zijn land te winnen. Voordat de medaille werd gewonnen, was Mongolië het land met de meeste medailles (vijftien stuks, vijf zilver en tien brons) zonder dat daar goud bij was. De Filipijnen (negen stuks, twee zilver, zeven brons) neemt nu die "titel" over.

## Medailleoverzicht
| Sport       | Olympiër            | Discipline      | Medaille |
| ----------- | ------------------- | --------------- | -------- |
| Boksen      | Badar-Uugan Enkhbat | -54kg (m)       | Goud     |
| Judo        | Tuvshinbayar Naidan | -100kg (m)      | Goud     |
| Boksen      | Serdamba Purevdorj  | -48kg (m)       | Zilver   |
| Schietsport | Gundegmaa Otryad    | 25m pistool (v) | Zilver   |

## Deelnemers en resultaten

### Atletiek
| Olympiër                | Discipline   | Resultaat | Prestatie              |
| ----------------------- | ------------ | --------- | ---------------------- |
| Bat-Ochiryn Ser-Od      | marathon (m) | 52e       | 2:24.19                |
|                         |              |           |                        |
| Batgereliin Möngöntuyaa | 400m (v)     | 47e       | serie 6: 8ste in 58,14 |

### Boksen
| Olympiër                   | Discipline | Resultaat | Prestatie |
| -------------------------- | ---------- | --------- | --- |
| Pürevdorjiin Serdamba      | -48kg (m)  | Zilver    | 1ste ronde: W van UGA Serugo: 9-5 2de ronde: W van USA Yáñez: 8-7 kwartfinale: W van THA Ruenroeng: 5-2 halve finale: W van CUB Hernández: 8-8 finale: V van CHN Zou: opgave |
| Enkhbatyn Badar-Uugan      | -54kg (m)  | Goud      | 1ste ronde: W van MEX Valdez: 15-4 2de ronde: W van IRL Nevin: 9-2 kwartfinale: W van BOT Ikgopoleng: 15-2 halve finale: W van MDA Gojan: 15-2 finale: W van CUB León: 16-5  |
| Zorigtbaataryn Enkhzorig   | -57kg (m)  | 9e        | 1ste ronde: W van MAR Ouatine: 10-1 2de ronde: V van CUB Torriente: 8-9 |
| Uranchimegiin Mönkh-Erdene | -64kg (m)  | 5e        | 1ste ronde: W van ZAM Bwalya: 12-8 2de ronde: W van BUL Georgiev: 9-3 kwartfinale: V van FRA Vastine: 4-12                                                                   |

### Gewichtheffen
| Olympiër                | Discipline | Resultaat | Prestatie                                                  |
| ----------------------- | ---------- | --------- | ---------------------------------------------------------- |
| Namkhaidorjiin Bayarmaa | -63kg (v)  | 60e       | trekken: 12de met 90kg stoten: 7de met 123kg totaal: 213kg |

### Judo
| Olympiër                    | Discipline | Resultaat | Prestatie |
| --------------------------- | ---------- | --------- | --- |
| Khashbaataryn Tsagaanbaatar | -60kg (m)  | 21e       | 1ste ronde: vrij 2de ronde: V van ISR Yekutiel: koka |
| Gantömöriin Dashdavaa       | -73kg (m)  | 9e        | 1ste ronde: W van USA Reser: waza-ari 2de ronde: W van POL Wiłkomirski: yuko kwartfinale: V van IRI Maloumat: ippon herkansingen: V van JPN Kanamaru: waza-ari                                                                |
| Damdinsürengiin Nyamkhüü    | -81kg (m)  | 5e        | 1ste ronde: vrij 2de ronde: V van NED Elmont: koka herkansingen: W van ITA Maddaloni: ippon herkansingen 2: W van MNE Mrvaljević: ippon herkansingen 3: W van POL Krawczyk: ippon bronzen finale: V van UKR Hontyuk: waza-ari |
| Naidangiin Tüvshinbayar     | -100kg (m) | Goud      | 1ste ronde: W van JPN Suzuki: ippon 2de ronde: W van GER Behrla: yuko kwartfinale: W van KOR Jang: yuko halve finale: W van AZE Miraliyev: yuko finale: W van KAZ Zhitkeyev: waza-ari                                         |
| Makhgalyn Bayarjavkhlan     | +100kg (m) | 17e       | 1ste ronde: vrij 2de ronde: V van POL Wojnarowicz: ippon |
|                             |            |           | |
| Mönkhbaataryn Bundmaa       | -52kg (v)  | 19e       | 1ste ronde: V van ESP Carrascosa: waza-ari |
| Khishigbatyn Erdenet-Od     | -57kg (v)  | 13e       | 1ste ronde: vrij 2de ronde: V van ITA Quintavalle: ippon herkansingen: V van GER Bönisch: waza-ari |
| Tümen-Odyn Battögs          | -63kg (v)  | 14e       | 1ste ronde: vrij 2de ronde: V van GER von Harnier: ippon |
| Pürevjargalyn Lkhamdegd     | -78kg (v)  | 7e        | 1ste ronde: vrij 2de ronde: V van CHN Yang: ippon herkansingen: W van KGZ Proskurakova: waza-ari herkansingen 2: W van CAN Levesque: waza-ari herkansingen 3: V van BRA Silva: ippon                                          |
| Dorjgotovyn Tserenkhand     | +78kg (v)  | 5e        | 1ste ronde: vrij 2de ronde: W van NED Uilenhoed: yuko kwartfinale: V van SLO Polavder: ippon herkansingen: W van KAZ Issanova: ippon herkansingen 2: W van FRA Mondière: ippon bronzen finale: V van CUB Ortiz: ippon         |

### Schietsport
| Olympiër               | Discipline                 | Resultaat | Prestatie                                                                    |
| ---------------------- | -------------------------- | --------- | ---------------------------------------------------------------------------- |
| Zorigtyn Batkhuyag     | 10m luchtgeweer (v)        | 22e       | kwalificatie: 22ste met 394 punten (98-99-100-97)                            |
| Zorigtyn Batkhuyag     | 50m geweer 3 houdingen (v) | 33e       | kwalificatie: 33ste met 570 punten (194-181-195)                             |
| Otryadyn Gündegmaa     | 25m pistool (v)            | Zilver    | kwalificatie: 1ste met 590 punten (291-299) finale: 2de met 792,2 punten     |
| Tsogbadrakhyn Mönkhzul | 25m pistool (v)            | 12e       | kwalificatie: 12de met 581 punten (290-291)                                  |
| Otryadyn Gündegmaa     | 10m luchtpistool (v)       | 12e       | kwalificatie: 12de met 382 punten (97-93-95-97)                              |
| Tsogbadrakhyn Mönkhzul | 10m luchtpistool (v)       | 8e        | kwalificatie: 3de met 387 punten (96-95-97-99) finale: 8ste met 479,6 punten |

### Worstelen
| Olympiër                | Discipline  | Resultaat   | Prestatie                                                              |
| Vrije stijl             | Vrije stijl | Vrije stijl | Vrije stijl                                                            |
| ----------------------- | ----------- | ----------- | ---------------------------------------------------------------------- |
| Bayaraagiin Naranbaatar | -55kg (v)   | 16e         | kwalificatie: vrij 1ste ronde: V van RUS Kudukhov: 0-3                 |
| Buyanjavyn Batzorig     | -66kg (v)   | 8e          | kwalificatie: W van RSA Barnes: 3-1 1ste ronde: V van RUS Farniev: 1-3 |
| Chagnaadorjiin Ganzorig | -84kg (v)   | 17e         | kwalificatie: V van AZE Temrezov: 1-3                                  |
|                         |             |             |                                                                        |
| Tsogtbazaryn Enkhjargal | -48kg (v)   | 16e         | kwalificatie: vrij 1ste ronde: V van UKR Merleni: 0-5                  |
| Naidangiin Otgonjargal  | -55kg (v)   | 16e         | 1ste ronde: V van CAN Verbeek: 1-3                                     |
| Badrakhyn Odonchimeg    | -63kg (v)   | 10e         | kwalificatie: vrij 1ste ronde: V van CHN Xu: 1-3                       |

### Zwemmen
| Olympiër                   | Discipline          | Resultaat | Prestatie               |
| -------------------------- | ------------------- | --------- | ----------------------- |
| Boldbaataryn Bütekh-Üils   | 100m schoolslag (m) | 60e       | serie 2: 6de in 1.10,80 |
|                            |                     |           |                         |
| Dashtserengiin Saintsetseg | 50m vrije slag (v)  | 67e       | serie 4: 5de in 29,63   |

Afghanistan · Albanië · Algerije · Amerikaanse Maagdeneilanden · Amerikaans-Samoa · Andorra · Angola · Antigua en Barbuda · Argentinië · Armenië · Aruba · Australië · Azerbeidzjan · Bahama's · Bahrein · Bangladesh · Barbados · België · Belize · Benin · Bermuda · Bhutan · Bolivia · Bosnië en Herzegovina · Botswana · Brazilië · Britse Maagdeneilanden · Bulgarije · Burkina Faso · Burundi · Cambodja · Canada · Centraal-Afrikaanse Republiek · Chili · China · Chinees Taipei · Colombia · Comoren · Congo-Brazzaville · Congo-Kinshasa · Cookeilanden · Costa Rica · Cuba · Cyprus · Denemarken · Djibouti · Dominica · Dominicaanse Republiek · Duitsland · Ecuador · Egypte · El Salvador · Equatoriaal-Guinea · Eritrea · Estland · Ethiopië · Fiji · Filipijnen · Finland · Frankrijk · Gabon · Gambia · Georgië · Ghana · Grenada · Griekenland · Groot-Brittannië · Guam · Guatemala · Guinee · Guinee‑Bissau · Guyana · Haïti · Honduras · Hongarije · Hongkong · Ierland · IJsland · India · Indonesië · Irak · Iran · Israël · Italië · Ivoorkust · Jamaica · Japan · Jemen · Jordanië · Kaaimaneilanden · Kaapverdië · Kameroen · Kazachstan · Kenia · Kirgizië · Kiribati · Koeweit · Kroatië · Laos · Lesotho · Letland · Libanon · Liberia · Libië · Liechtenstein · Litouwen · Luxemburg · Macedonië · Madagaskar · Malawi · Malediven · Maleisië · Mali · Malta · Marshalleilanden · Marokko · Mauritanië · Mauritius · Mexico · Micronesië · Moldavië · Monaco · Mongolië · Montenegro · Mozambique · Myanmar · Namibië · Nauru · Nederland · Nederlandse Antillen · Nepal · Nicaragua · Nieuw-Zeeland · Niger · Nigeria · Noord-Korea · Noorwegen · Oeganda · Oekraïne · Oezbekistan · Oman · Oostenrijk · Oost‑Timor · Pakistan · Palau · Palestina · Panama · Papoea-Nieuw-Guinea · Paraguay · Peru · Polen · Portugal · Puerto Rico · Qatar · Roemenië · Rusland · Rwanda · Saint Kitts en Nevis · Saint Lucia · Saint Vincent en Grenadines · Salomonseilanden · Samoa · San Marino · Sao Tomé en Principe · Saoedi-Arabië · Senegal · Servië · Seychellen · Sierra Leone · Singapore · Slovenië · Slowakije · Soedan · Somalië · Spanje · Sri Lanka · Suriname · Swaziland · Syrië · Tadzjikistan · Tanzania · Thailand · Togo · Tonga · Trinidad en Tobago · Tsjaad · Tsjechië · Tunesië · Turkije · Turkmenistan · Tuvalu · Uruguay · Vanuatu · Venezuela · Verenigde Arabische Emiraten · Verenigde Staten · Vietnam · Wit-Rusland · Zambia · Zimbabwe · Zuid-Afrika · Zuid-Korea · Zweden · Zwitserland
Uitgesloten van deelname: Brunei